# Kàmenka (Kursk)
Kàmenka (en rus: Каменка) és un poble a l'óblast de Kursk, a Rússia, que en el cens del 2010 tenia 19 habitants. Pertany al districte rural de Gorxétxnoie.